# ピアノ
ピアノ（英: piano）は、弦をハンマーで叩くことで発音する鍵盤楽器の一種である。鍵を押すと、鍵に連動したハンマーが対応する弦を叩き、音が出る。内部機構の面からは打楽器と弦楽器の特徴も併せ持った打弦楽器に分類される。
一般に据え付けて用いる大型の楽器で、現代の標準的なピアノは88鍵を備え、音域が非常に広く、オーケストラの全音域よりも広い。
汎用性の高い楽器であることから、演奏目的として使われる以外に、音楽教育、作品研究、作曲などにも広く用いられている。そのためピアニストに限らず、作曲家、指揮者、他楽器奏者、声楽家、音楽教育者、教員などにも演奏技術の習得を求められることが多い。

## 名称
「ピアノ」の名は、17-18世紀の楽器製作家バルトロメオ・クリストフォリが製作したピアノの原型であるクラヴィチェンバロ・コル・ピアノ・エ・フォルテ（伊: Clavicembalo col piano e forte、強弱をもつチェンバロ）に由来し、これが短縮されたものとされる。
歴史的には「ピアノフォルテ」（pianoforte）や「フォルテピアノ」（fortepiano）と呼ばれ、現代でも略称としては “pf” という表記が用いられている。
現代では、イタリア語・英語・フランス語では “piano” と呼ばれる（伊・英では “pianoforte” も使用）。ドイツ語では「ハンマークラヴィーア」（“Hammerklavier”）がピアノを意味し、より一般的には “Klavier”（鍵盤の意味）と呼ばれるほか、“Flügel”（もともと鳥の翼の意で、グランド・ピアノを指す）も用いられる。ロシア語の正式名称は “фортепиано” (fortepiano) であるが、一般にはグランドピアノを意味する “рояль”（フランス語の “royal”から）や、アップライトピアノを意味する “пианино” (pianino) が用いられることが多い。その他ハンガリー語では “Zongora” と呼ぶ。
20世紀後半以降、あえて「フォルテピアノ」「ハンマークラヴィーア」「ハンマーフリューゲル」などと呼ぶ場合は古楽器、すなわち現代ピアノの標準的な構造が確立される以前の構造を持つ楽器を指す場合が主で、古い時代に作曲された作品を、当時のスタイルで演奏する際に用いられている。これに対して19世紀半ば以降のピアノを区別する必要がある場合には「モダンピアノ」などと呼ぶ。
日本では、19世紀ごろに洋琴と呼ばれたり、戦前の文献では「ピヤノ」と書かれたものが見受けられる。一例として尋常小学校の国語の教科書に「月光の曲」と題されたベートーヴェンの逸話が読み物として掲載されていたことがあるが、このときの文章は「ピヤノ」表記であった。

## 種類
モダンピアノは主に2つのタイプに分かれる。すなわち、グランドピアノとアップライトピアノである。モダンピアノはフォルテピアノと同様にアコースティック楽器だが、それ以外にエレクトリックピアノ（電気ピアノ）やエレクトロニックピアノ（アナログ電子ピアノ）、デジタルピアノなども存在する。

### グランドピアノ

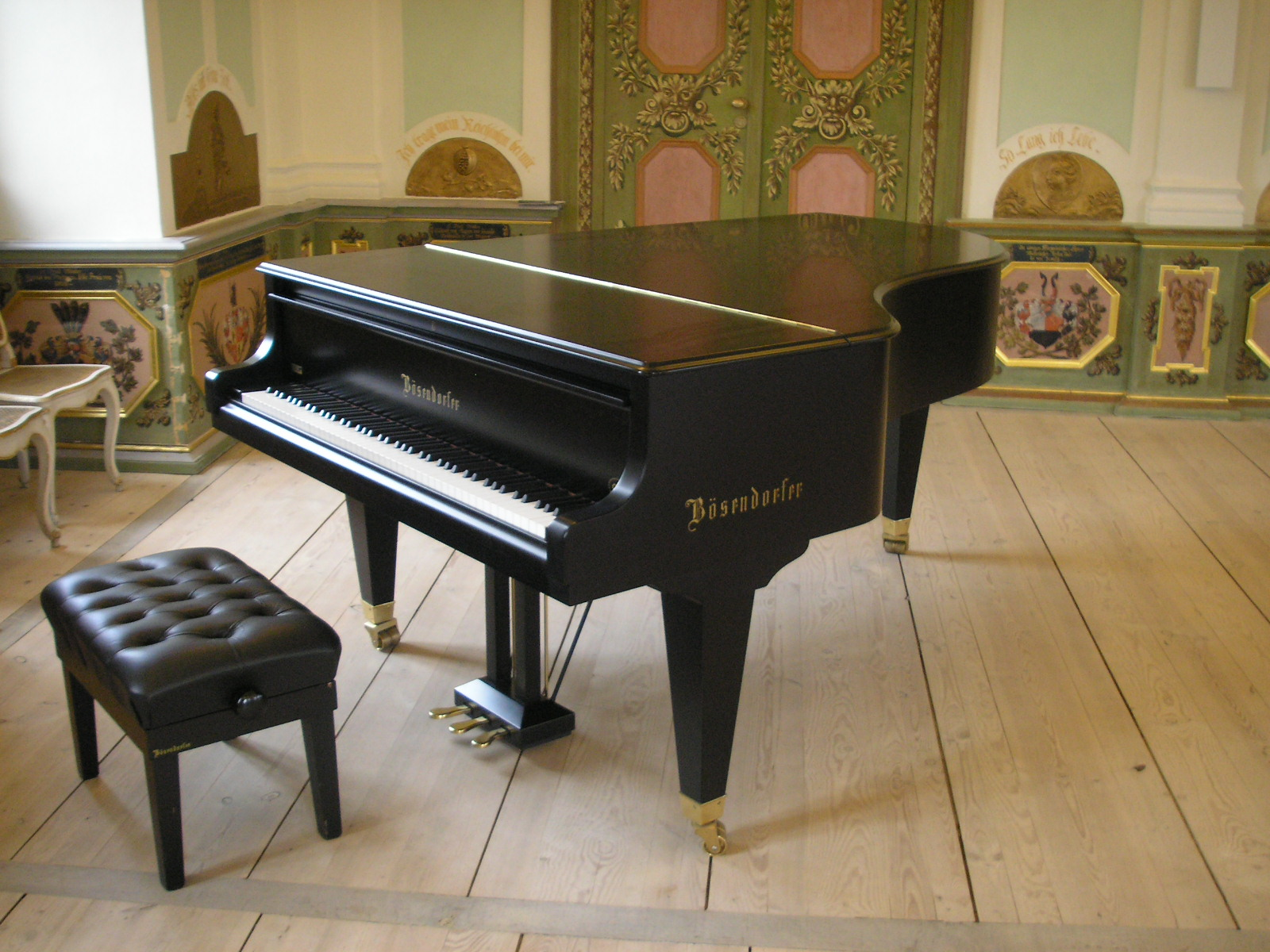
グランドピアノ ベーゼンドルファー製

グランドピアノは地面と水平にフレームと弦を配し、弦は奏者の正面方向に張られる。そのため、グランド・ピアノは極めて大型の楽器となり、充分に共鳴の得られる、天井の高い広い部屋に設置することが理想的である。グランド・ピアノは大きさによっていくつかに分類される。製造者やモデルによって違いはあるが、大まかに言って、「コンサート・グランド」（全長がおおよそ2.2 mから3 m）、「パーラー・グランド」（おおよそ1.7 mから2.2 m）、これらよりも小さい「ベビー・グランド」（ものによっては幅よりも全長が短い）に分けられる。ベビー・グランドはゾーマー社が1884年に特許を取得している。
他の条件がすべて同じであれば、長い弦を張った長いピアノの方が響きがよく、弦のインハーモニシティ（非調和性）が小さい。インハーモニシティとは、倍音の周波数の、基本周波数の整数倍からの遠さである。短いピアノは、弦が短く、太く、固いため、弦の両端が振動しにくい。この影響は高い倍音に顕著であるため、第2倍音は理論値よりも若干高くなり、第3倍音はもっと高くなる。このようにして、短いピアノではインハーモニシティが大きい。短いピアノではダンパーペダルを踏んだときに共鳴する弦が少ないので、音色が貧弱である。一方、コンサート・グランドでは弦長があるため短いピアノよりも自由に振動でき、倍音が理想に近くなる。
一般的にはフルサイズのコンサート・グランドは大型なだけでなく高価でもあるため、専用ホールなどでの演奏会で用いられ、より小型のグランドピアノは学校の体育館・講堂や教室（音楽室）、ホテルなどのロビー、小規模なホール、設置場所を取れる一部の家庭（ピアノ教室を開いているようなところ）などで用いられる。

### アップライトピアノ

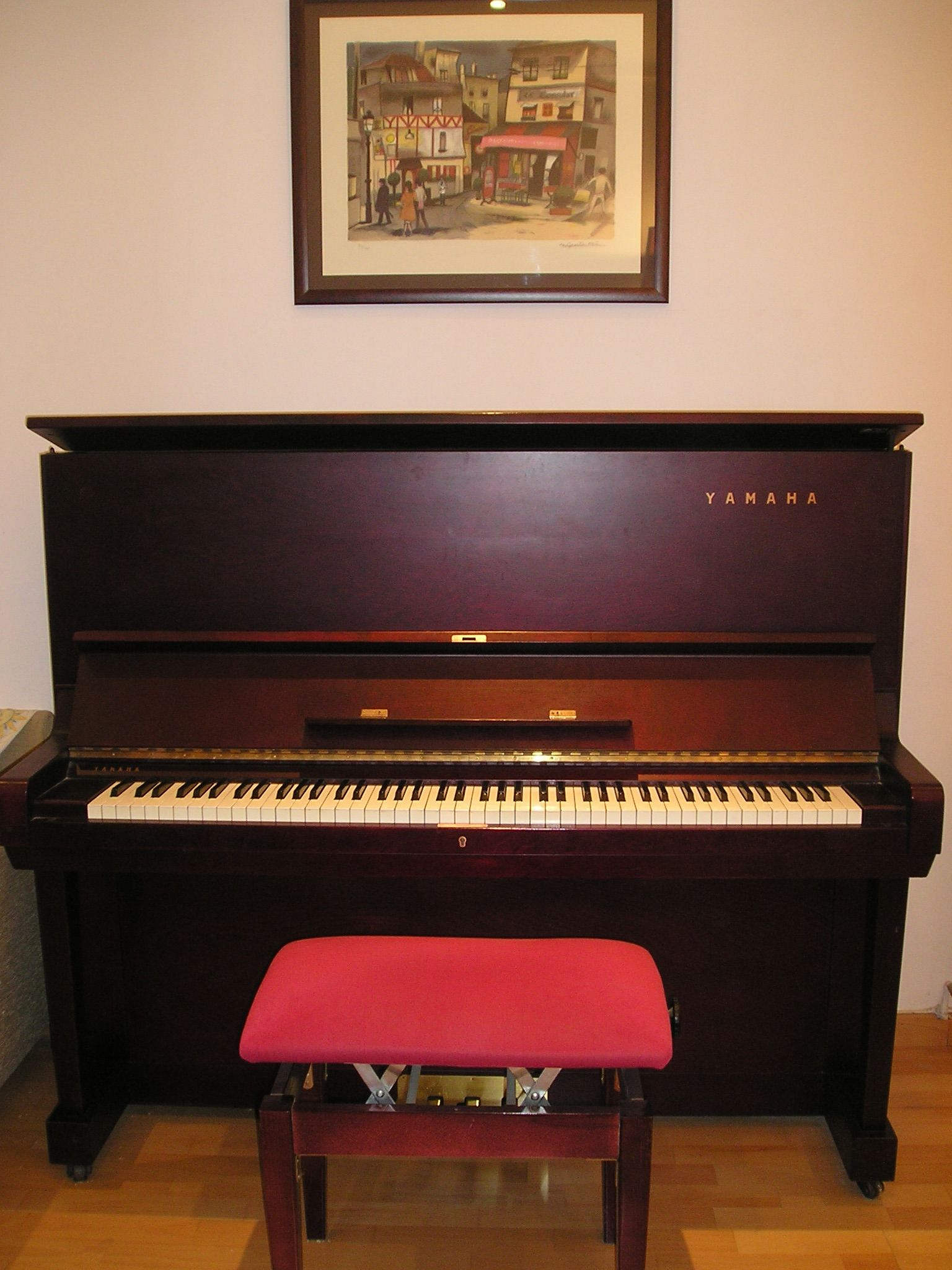
アップライトピアノ ヤマハ製

アップライトピアノは、フレームや弦、響板を鉛直方向に配し、上下に延びるように作られている。グランドピアノよりも場所を取らないため、グランドピアノを設置するスペースの取れない家庭や、学校の教室、小規模の演奏会場などに広く設置されている。
グランドピアノでは、ハンマーが反動と重力によって自然な動きで下に落ちるのに対し、アップライトで一般的な前後に動くハンマーでは、反応のよいピアノ・アクションを製造することは難しい。これはハンマーの戻りをばねに依存せざるをえず、経年劣化するためである。またレペティションレバーという、ジャックをハンマーの下に引き戻す機構が、ほとんどのアップライトピアノには備わっていないため、連打性能に関しては決定的に劣る。

### エレクトリックピアノ
20世紀の中頃より、音響部分を電気回路に置き換えたエレクトリックピアノ（電気ピアノ）が登場した。
音色が独特であるため、アコースティックピアノの代用品として使用されるケースは稀であり、しばしば同じ楽曲作品内でアコースティックピアノとエレクトリックピアノの両方を使用し共存する楽曲も多い。
発音原理はアコースティックピアノと同じく、ハンマーで音源部を叩くことで音を得ているが、音響増幅をボディ部分の反響から得ているアコースティックピアノと異なり、音源部で鳴らした音を磁気やピエゾピックアップなどで拾い、アンプで電気的に増幅してスピーカーから出力している。アコースティックピアノとエレクトリックピアノは物理的な発音構造が基本的には同じであるので、他の楽器で例えるならアコースティック・ギターとエレクトリック・ギターの関係に近い。合成音ではなく実際に物理的な音源部を振動で鳴らしているため、電源を入れずとも演奏すれば小音量ながら生音は聞こえる。
音源部の素材や反響・共鳴方法はメーカーや機種によってまちまちであり、最もよく知られるエレクトリックピアノの一つであるローズ・ピアノは、各鍵盤ごとの音程を発音する金属片を弦の代わりに叩くことで原音を鳴らし、またその振動を別の金属板で共鳴させている。
ヤマハの製品のように、アコースティックピアノと同じく弦を使用するものもある。当然ながら音源部が同じため、弦以外の音源を使用する機種よりもアコースティックピアノに音は近く、この構造を持つCP-70やCP-80などはエレクトリック・グランドピアノとも呼ばれる。
また、アコースティックピアノにピックアップを搭載したエレクトリックアコースティックピアノとも呼べるハイブリッドモデルも存在するが、後述の電子ピアノにおけるハイブリッド機とは構造が異なり消音機能がある訳ではない。構造としては同じ音を電気的に出力するかしないかだけであるため、仮に消音処理を行なえばエレクトリックピアノとしての音も発音されなくなる。電源を通した場合も当然アコースティックピアノとしての生鳴りは残り、住宅事情や夜間演奏の対策になるものではない。
エレクトリックピアノは発声原理がアコースティックピアノと基本的には同じか、もしくは似通っているため、電子回路で音を生成・合成するエレクトロニックピアノ（アナログ電子ピアノ）や、デジタルピアノといった電子ピアノ類とは明確に区別される。

### 電子ピアノ
物理的な音源を用いずに、電子回路によって音を生成及び合成しているものは電子ピアノと呼ばれる。上位モデルではペダルや、実際のピアノの感触を再現した鍵盤、多様な音色、およびMIDI端子を備えている。とりわけ、コンサートなどで用いられることを想定した脚部分のない本体部分だけのものはステージピアノとも呼ばれる。
電子ピアノの音色生成や合成方法はアナログ・デジタルなど様々であるが、古くは1970年代にアナログシンセサイザーの技術を転用してピアノの音色再現を試みたエレクトロニックピアノが、1980年代にはデジタルシンセサイザーの技術を用いたFM音源による合成やサンプリング技術を利用して打鍵にあわせて音を再生するデジタルピアノが登場した。FM音源式はローズピアノなどの音色の再現がしやすく、サンプリング式は本物のエレクトリックピアノの音色をそのまま録音して収録できるため、メンテナンスや搬入に難の多い本物のエレクトリックピアノが駆逐される原因ともなった。特に90年代以降アコースティックピアノやエレクトリックピアノの代用として用いられているものはサンプリングタイプが多く、一般に単にデジタルピアノや電子ピアノと呼ぶ場合はこのタイプを指す。近年では通常のピアノを切り替えによって電子ピアノとしても使用できるサイレントピアノも登場している。サイレントピアノ類は、前述のアコースティックピアノとエレクトリックピアノのハイブリッド機とはまったく異なり、電子ピアノとして使用する場合は生音が消音され、デジタル音源によるサンプリング音が出力される。
電子ピアノは内部構造や発音原理がシンセサイザー類と同じであるため、ピアノの音色や打鍵感覚に重きを置いたシンセサイザーと見ることもできる。エレクトロニックピアノはアナログシンセサイザー、デジタルピアノはデジタルシンセサイザーとそれぞれ相同である。実際のところ、「電子ピアノ」と銘打っていてもデジタルピアノには一般的なシンセサイザーのようにピアノ以外の多彩な音色を備えている機種が多く、そういった機種ではピアノ的な打鍵の重さや細かいコントローラ類が省かれているのを気にしないのであれば、シンセサイザーとしても使用可能である。
多くのデジタルピアノでアップライトやグランドなどのアコースティックピアノ音色の他に、エレクトリックピアノの音色や、古い時代のシンセサイザーに搭載されていたピアノ音色うち、人気の高いものなども搭載されている。しかし、現在の技術水準ではアコースティックピアノの要である打弦されていない弦の共鳴による響きを完全に再現することは困難であり、物理モデル音源技術などを用いた開発が続けられている。

### その他
上に分類されないピアノの形態としては、かつて長方形をしたスクエア・ピアノがあったが、19世紀中頃から次第に姿を消し、現在は製造されていない。
トイピアノは19世紀に製造が始まった、元来は玩具用のピアノである。1863年、アンリ・フルノーがピアノ・ロールを用いて自動演奏する自動ピアノを開発した。自動ピアノでは紙製のパンチ・ロールを使って演奏を記録し、気圧装置を使ってこれを再生する。現代の自動ピアノとしてはヤマハのディスクラヴィーアがあり、これはソレノイドとMIDIを使用したものである。
アーヴィング・バーリンは、1801年にエドワード・ライリーが開発した移調ピアノという特殊なピアノを使用した。これは鍵盤の下に備えられたレバーによって、望みの調に移調できるというものであった。バーリン所蔵ピアノのうちの1台はスミソニアン博物館に収められている。
20世紀現代音楽の楽器として、プリペアド・ピアノがある。プリペアド・ピアノは標準的なグランド・ピアノに演奏前にさまざまな物体を取り付けて音色を変えたり、機構を改造したものである。プリペアド・ピアノのための曲の楽譜には、奏者に対してゴム片や金属片（ねじ・ワッシャーなど）を弦の間に挿入する指示が書かれていたりする。

## 構造

ピアノの構造の概念図

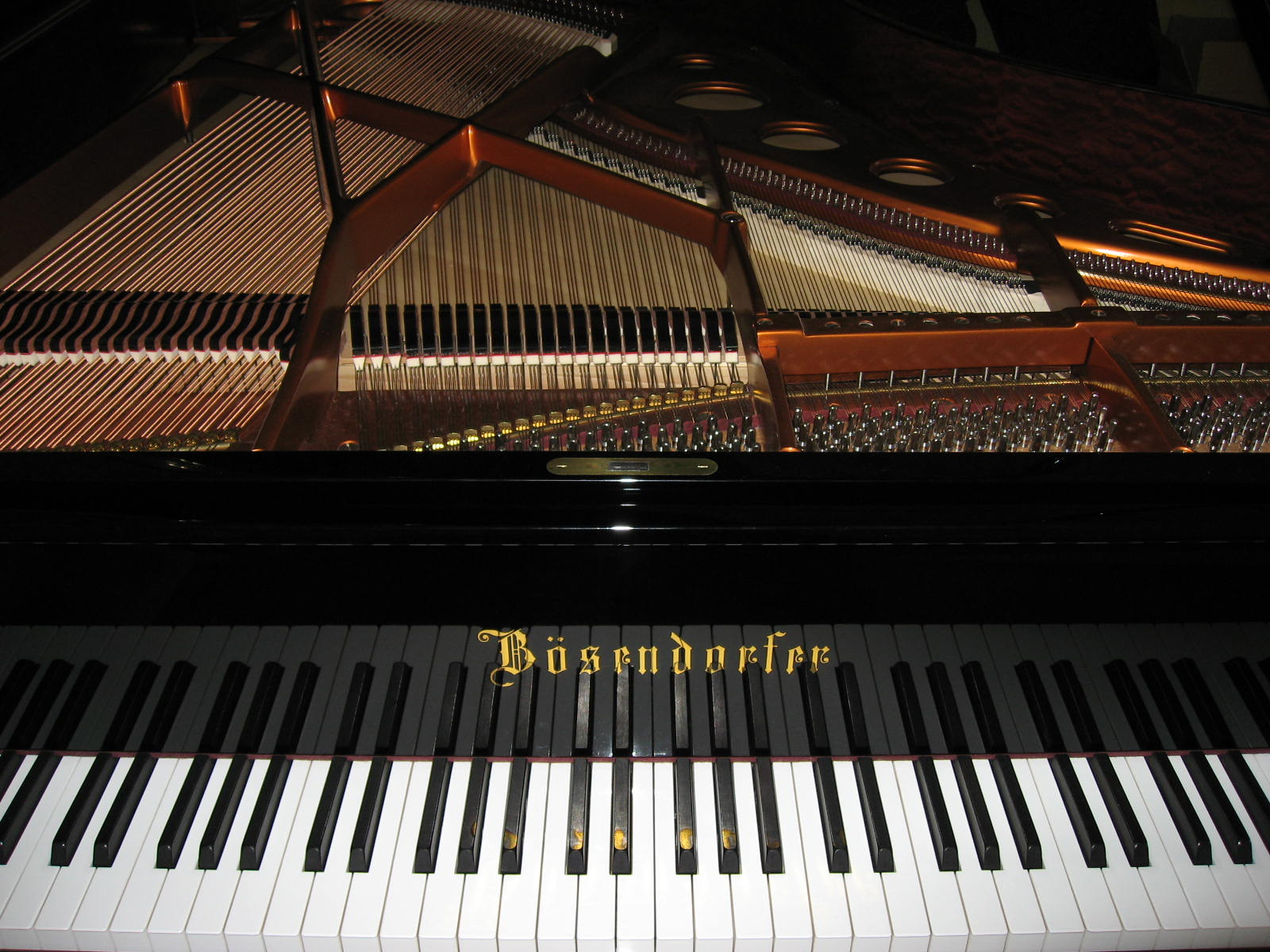
グランド・ピアノの内部。ベーゼンドルファー製、2006年。中・高音部と低音部の弦がクロスしている。弦の本数は低音部から1本、2本、3本と増える。

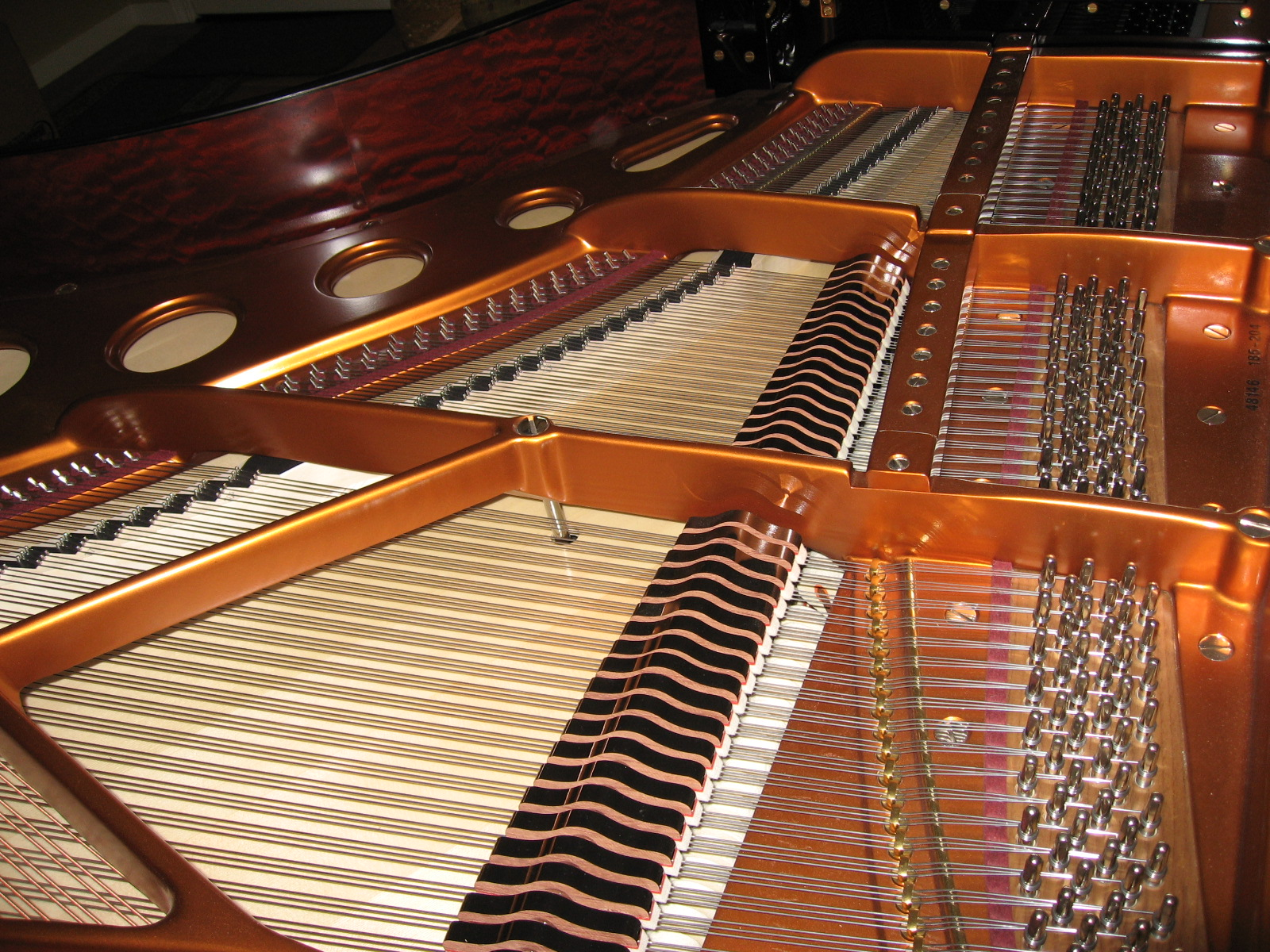
ベーゼンドルファー社グランド・ピアノ内部。一列にならぶ黒い部品がダンパー。高音部（画面奥）には設置されていない。

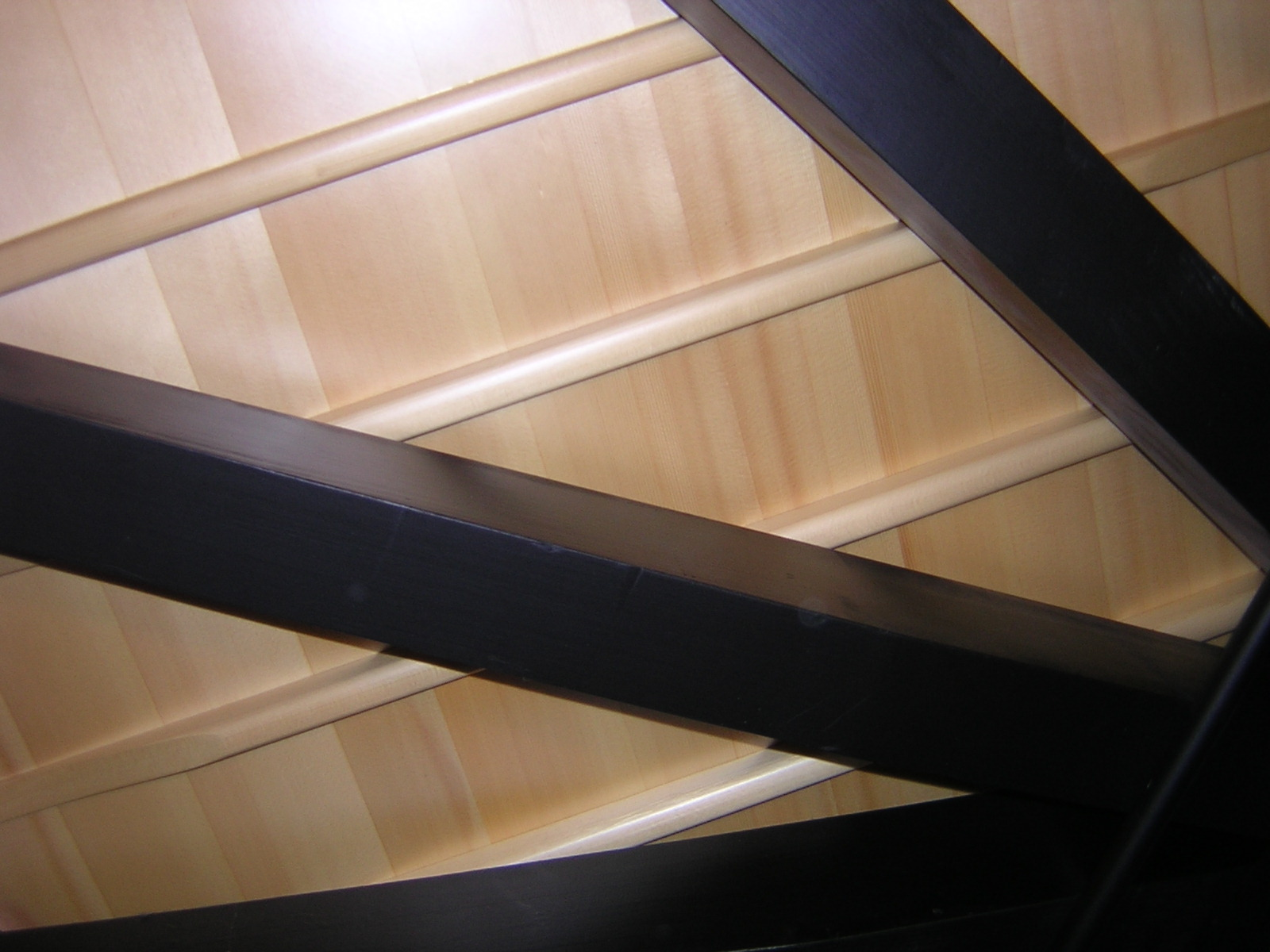
グランド・ピアノの底、部分写真。響板と響棒が確認できる。

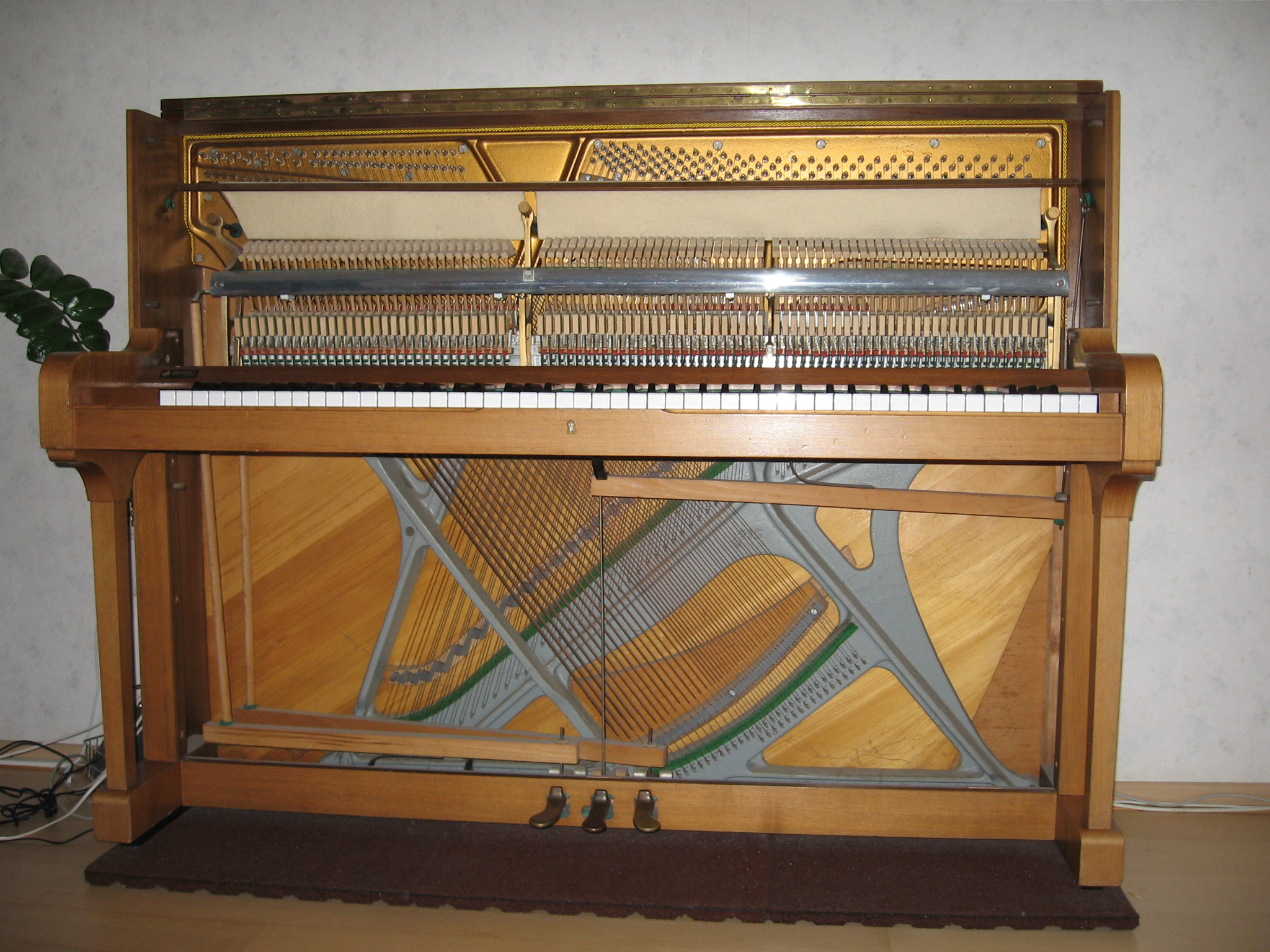
アップライトピアノの内部構造。フレームと弦は鍵盤の上下にのびている。中・高音部と低音部の弦はクロスして張られている。

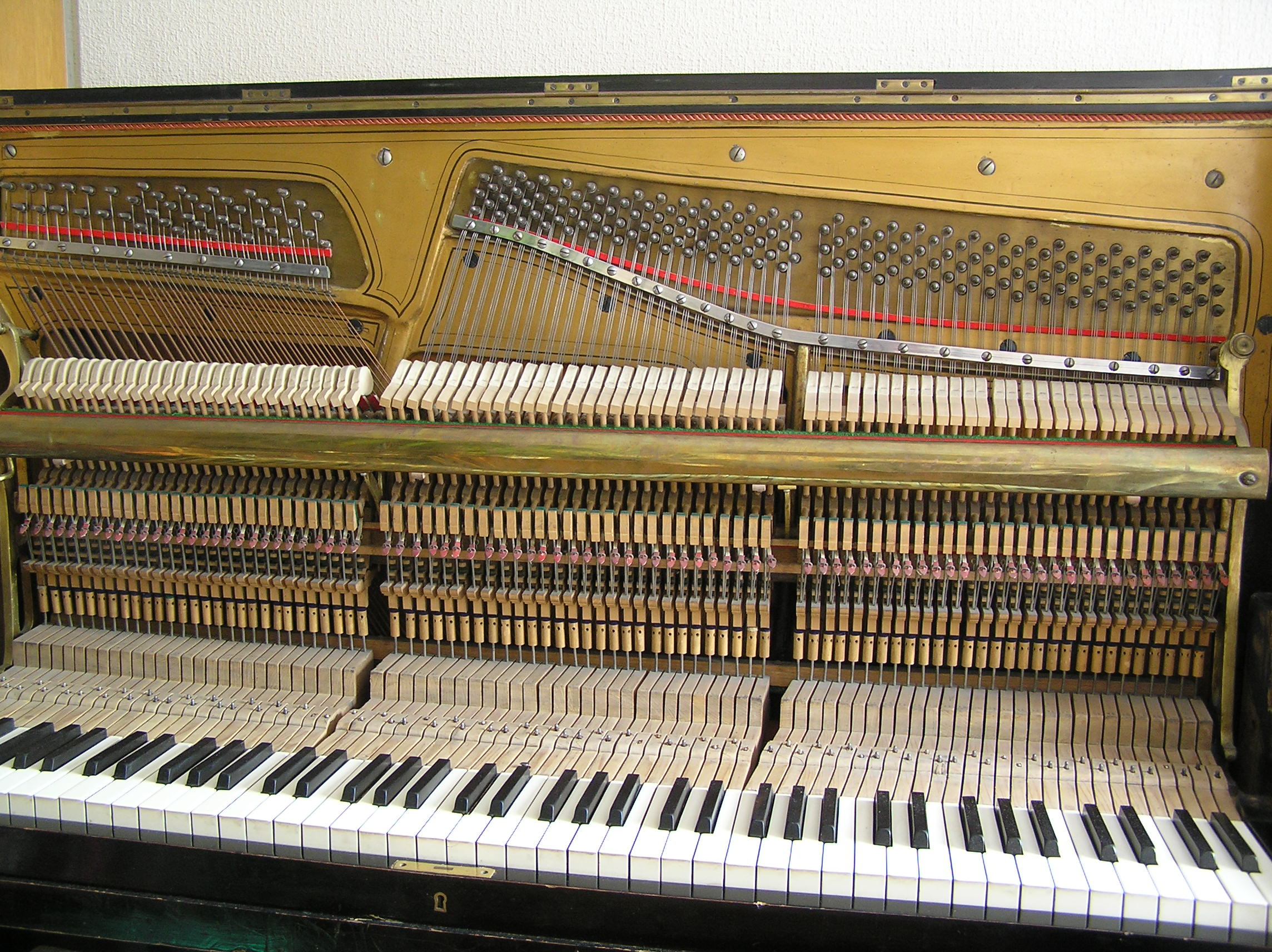
アップライト・ピアノの内部構造。Jaschinsky製、1900年頃。

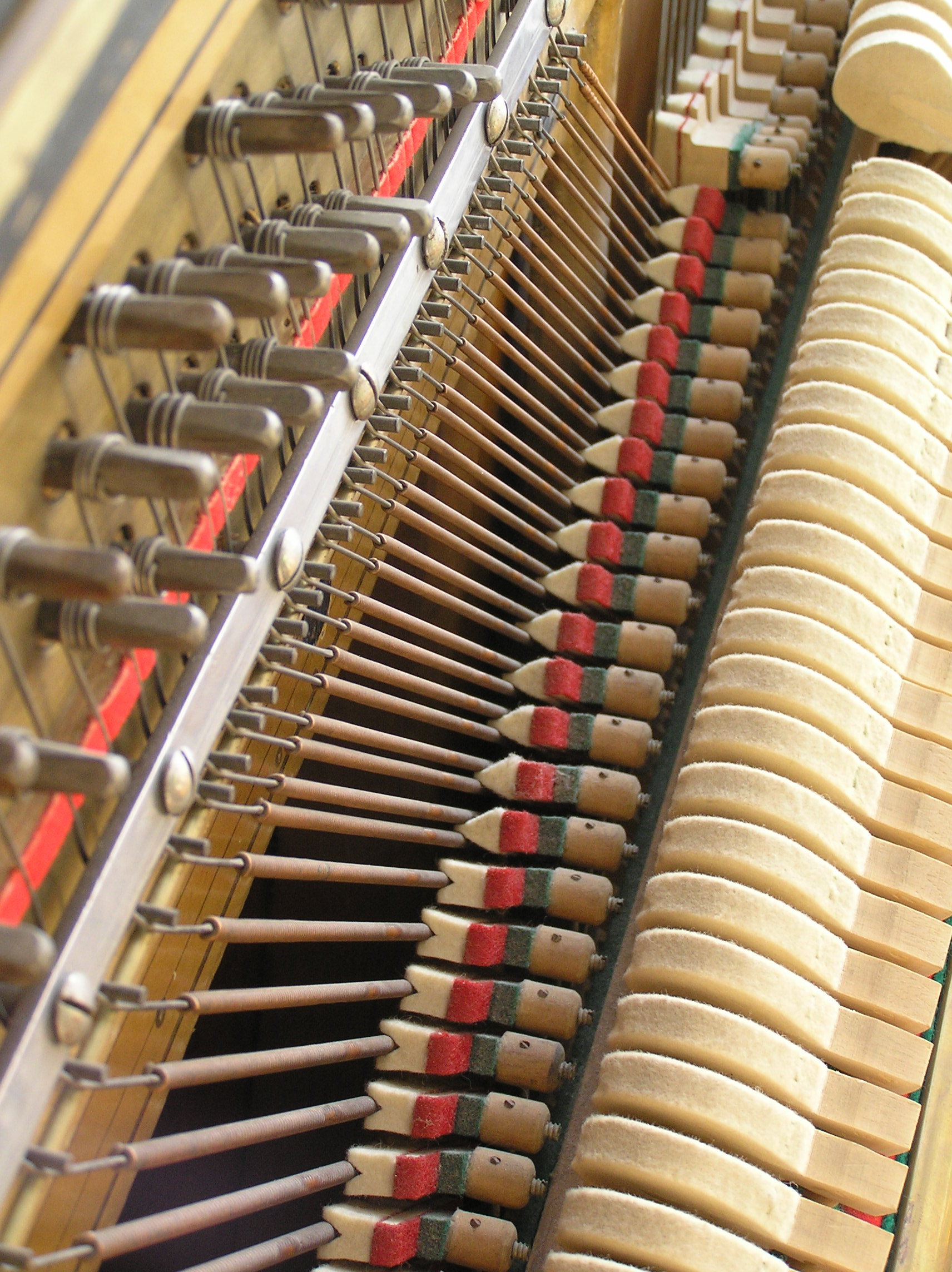
Jaschinsky製アップライト・ピアノ内部（低音部）。ダンパーとハンマーヘッドが見える。手前はチューニングピン

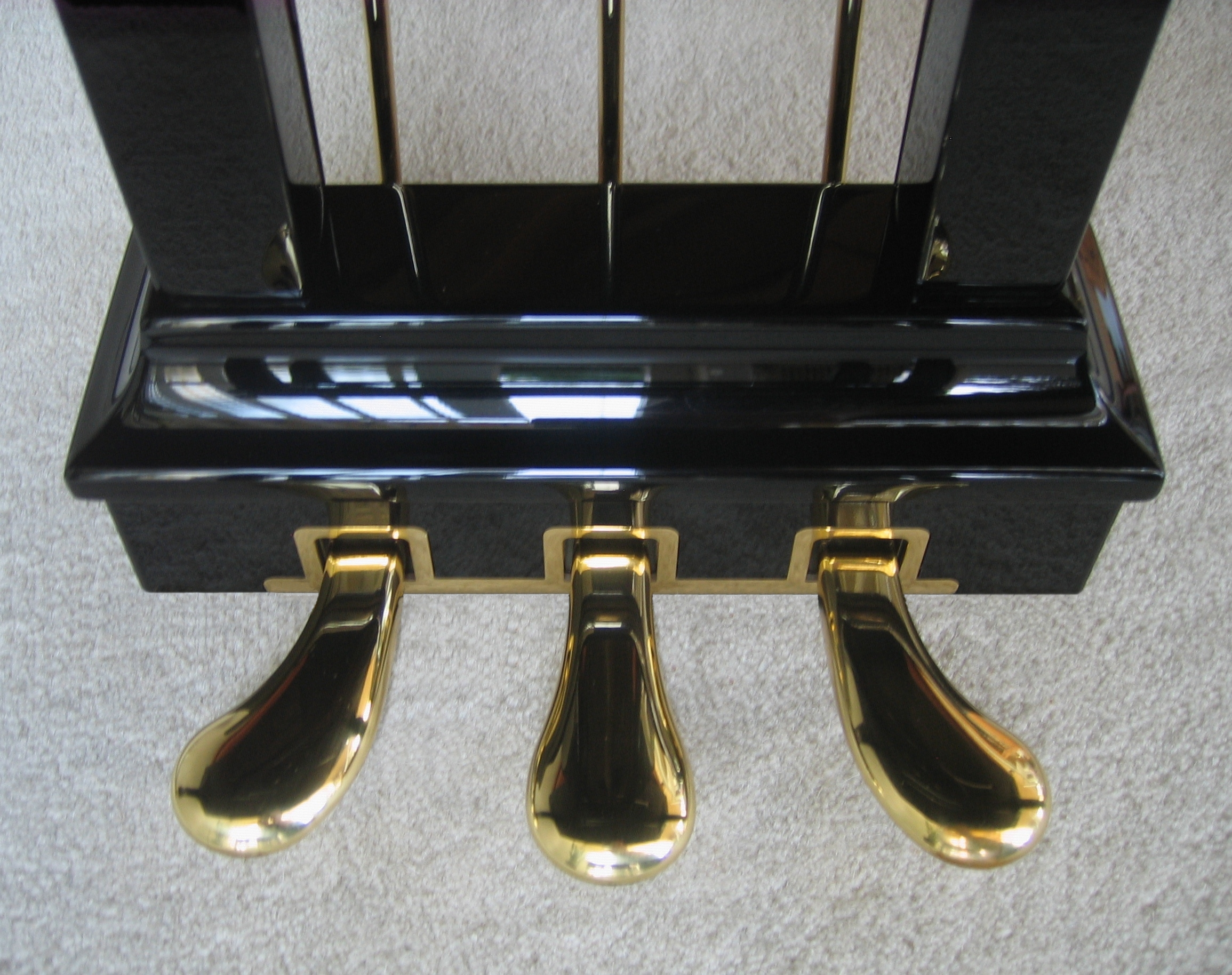
ピアノのペダル

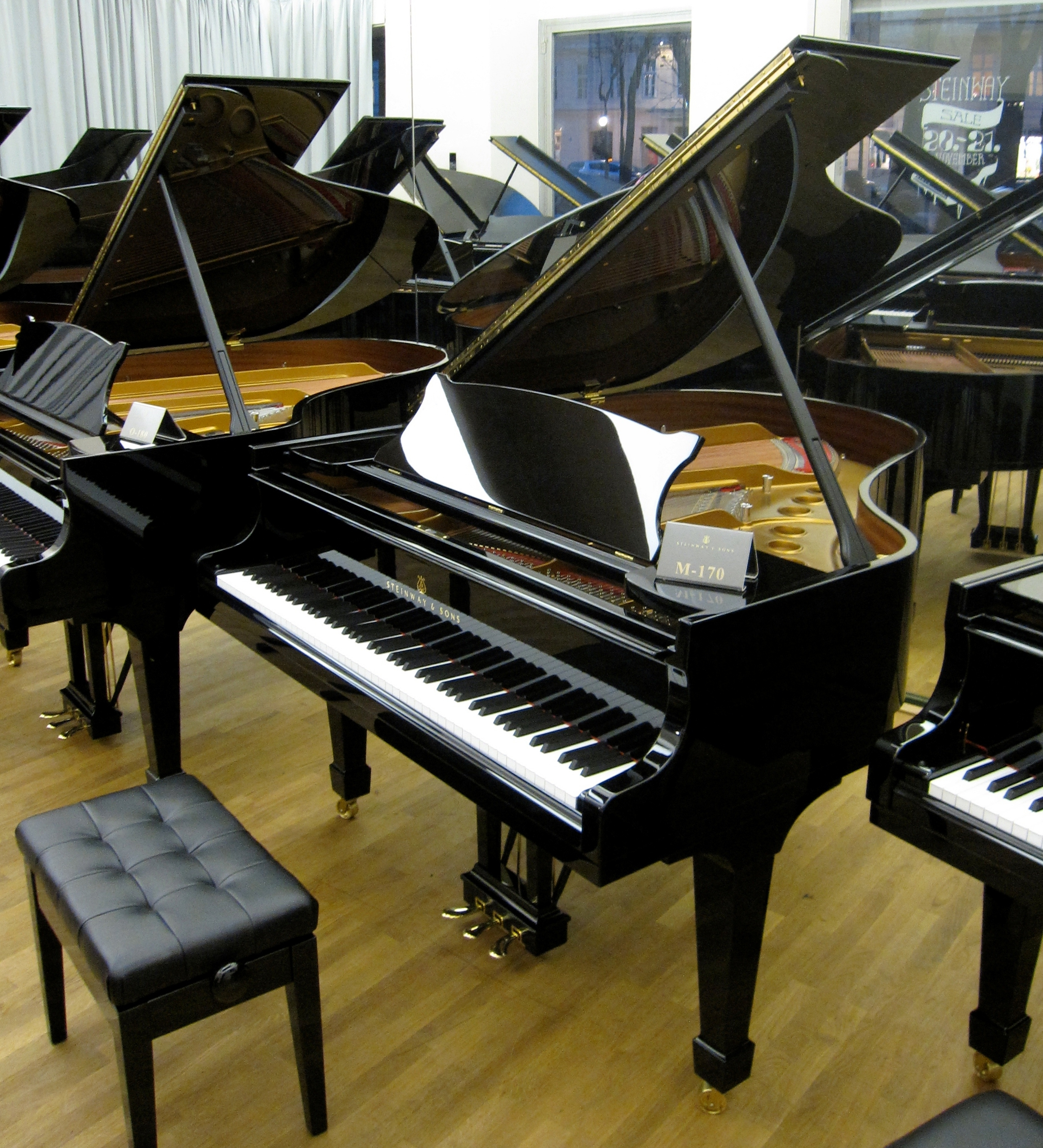

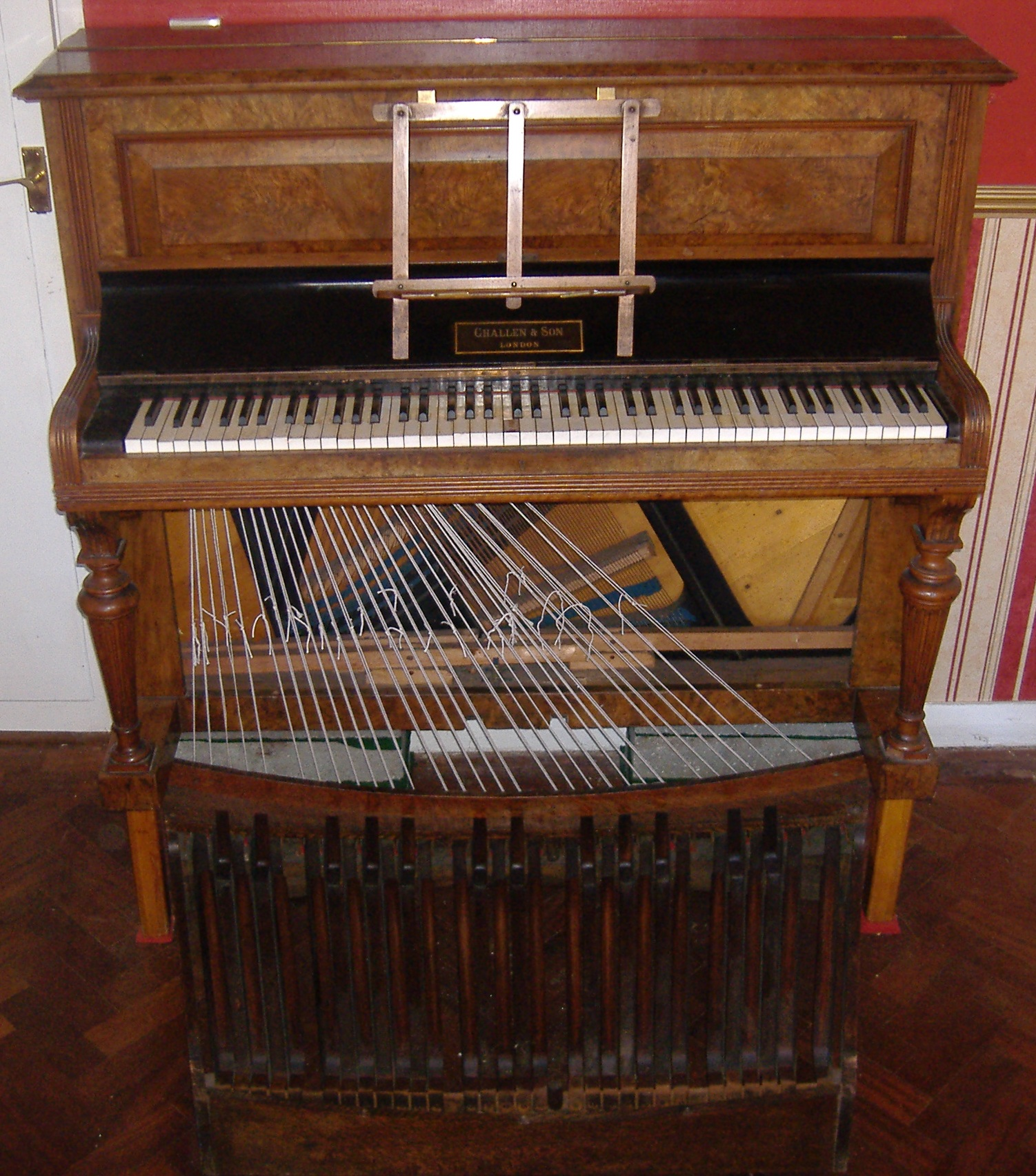
ペダル・ピアノ

以下では基本的にモダンピアノの構造を解説する。モダンピアノの基本的な構造は、鍵盤、アクション（ハンマーとダンパー（4））、弦（上図-16）、響板（15）、ブリッジ（12）、フレーム（1・14）、ケース、蓋（2・5）、ペダル（11）などからなる。打鍵に連動してダンパーがあがると共にハンマーが弦を叩いて振動させ、この振動は弦振動の端の一つであるブリッジ（駒）から響板に伝わり拡大される。またペダルによって全てのダンパーがあげられていると、打弦されていない他の弦も共鳴し、ピアノ独特の響きを作り出す。鍵から手を離すとダンパーがおり、振動が止められる。
フレームおよびそれを支える木製の胴体、足、弦、アクション機構などによりピアノの重量はパイプオルガンを除くほかの楽器に比べて桁違いに重く、アップライト・ピアノで200 kg〜300 kg、グランド・ピアノでは300 kg以上、コンサート・グランドでは500 kgを超えることも珍しくない。このため、ごく少数のこだわりを持つ演奏家を除いてコンサートに自分のピアノを持参することはなく、会場にある楽器を使う。

### 鍵盤
標準的モダンピアノは黒鍵36、白鍵52の計88鍵を備える（A0からC8に及ぶ7オクターヴと短3度）。この音域のものは19世紀後半頃から作られ始め、第一次世界大戦後に標準となったものである。88鍵が標準的になったのは、この音域が楽音として人間が認識できる限度であるためだといわれている。鍵そのものは、ほとんどの場合木でできており、表面にかつては白鍵は象牙を、黒鍵は黒檀を貼っていることが多かったが、現在では合成樹脂製付き板を使ったものが多い。また、近年では、象牙や黒檀の質感を人工的に再現した新素材（人工象牙、人工黒檀）などが採用されたものもある。
古いピアノには85鍵（A0からA7の7オクターヴ）のものも多く、また88鍵を越える楽器も存在する。ベーゼンドルファーの一部のモデルは低音部をF0まで拡張しており（92鍵）、C0まで拡大して8オクターヴ（97鍵）の音域を持つ1モデル（モデル290 “インペリアル”）も存在する。このような拡張部分は、不要時には小さな蓋で覆えるようになっているものや、拡張部分は白鍵の上面を黒く塗って、奏者の混乱を防ぐ措置がとられているものがある。これよりも最近に、オーストラリアのメーカースチュアート・アンド・サンズ社でも97鍵 (F0～F8)・102鍵 (C0～F8) ・更には108鍵（C0～B8に及ぶ9オクターヴ）の楽器を作っており、この108鍵のピアノは2018年9月に初めて作られたもので、2022年現在世界一広い音域を持つピアノとなっている。また102鍵 (C0～F8) の楽器はフランスのステファン・ポレロ社でも作られている。これらのスチュアート・アンド・サンズ社やステファン・ポレロ社などのモデルでは、拡張音域の鍵盤の見た目は他と変わらない。拡張音域は、主により豊かな共鳴を得るために追加されたもので、これらの音を使うように作曲されている楽曲は僅かである。
逆に、流しのピアニストたちが使う、65鍵の小さなスタジオ・アップライトもある。「ギグ」ピアノと呼ばれるこのタイプのピアノは、相対的に重量が軽く、2人で持ち運び可能であるが、響板部分はスピネット・ピアノやコンソール・ピアノよりも大きく、力強い低音部の響きを有する。

### アクション
鍵を押し下げるとハンマーが連動して弦を叩く仕組みをアクションという。アクション機構は伝統的に木材で作られてきたが、近年はごく一部のメーカーで炭素繊維を含ませたABS樹脂なども使われる。
鍵を押し下げた時に、ハンマーが弦の手前 2〜3ミリメートルの位置にくると、ハンマーが鍵の動きから解放される。この動きを「レット・オフ」といい、このような機構をエスケープメントと呼ぶ。打撃による発音では発音体との接触時間を短くすることが重要な要素であるが、これを鍵盤の動きにかかわらず一定の条件で行うための仕組みであり、このエスケープメント・アクションを発明したことが今日のピアノの地位を築く出発点であった。弦とハンマーの間の距離は2〜3 ミリの範囲内のいずれでも良いわけではなく、全鍵において可能な限り揃えられる必要があり、これをレット・オフ調整という。一部のメーカでは最高音部のレット・オフを 1ミリまで近づける方が充分な音色を得られることがある。この機構のため、鍵を押し下げるときに指に感じられる重さは、押し下げきる直前で軽くなる。鍵が軽くなってから鍵が深く沈むと、鍵が重く感じられる。
アクションで次に重要な課題となったのは、エスケープした部品（ジャック）を如何に素早くハンマーの下に戻して次の打弦に備えるかであり、様々な方式のアクションが発明、改良されることになった。歴史的には大きく分けてウィーン式アクションとイギリス式アクションが存在した。モダンピアノのアクションは基本的にイギリス式アクションの系列である。

エラール・ダブル・パイロット・アクション、1790年頃
イギリス式のチェックを備えたダブル・アクション（1830年頃のブロードウッド社のスクエア・ピアノのアクション）
チッカリング社製スクエア・ピアノ、1870年頃のアクション
ウィーン式アクション概念図
ダブル・エスケープメントのイギリス式アクション概念図
ウィーン式アップライト・アクション概念図
イギリス式アップライト・アクション概念図

モダンピアノでは、アップライト・ピアノはジャックのみがエスケープするシングル・エスケープメント・アクションを用いているが、グランド・ピアノはジャックとレペティションレバーがエスケープするダブル・エスケープメント・アクション（原型はエラールが開発）を用いている。
ダブル・エスケープメント・アクションにはレペティションレバーという部品があり、これによって素早い連打を可能としている。これは、打弦後、鍵を押し下げる力をわずかに緩めた瞬間に、レット・オフの時にジャックとともに外れて（エスケープして）いたレペティションレバーがハンマーを持ち上げて維持し、ジャックの戻りをたやすくする機構である。これにより鍵の深さの半分まで戻すことで次の打弦が可能になる。
| A | B | C |
| 1) ハンマー・シャンク, 2) ローラー, 3) レペティションレバー, 4) ジャック, 5) レペティションのばね, 6) ウィペン。 左：打鍵前。ジャックはまだローラーの真下にある。 中央：打鍵直後。ジャックはエスケープし、ハンマーとローラーは落下中。この状態では連打はまだできない。 右：鍵からまだ手を離していない状態。レペティションのばねがウィペンとジャックを下方向へひっぱり、その間、レペティションレバーがローラーより鍵盤側の位置でハンマーを持ち上げている。 |   |   |

一方、ハンマーが弦を横から叩くアップライト・ピアノでは、シングル・エスケープメント・アクションのために鍵が完全に戻らなければ次の打鍵はできない。ハンマーが戻るのを助けるバットスプリングと呼ばれるスプリングが付いているために、この力によってハンマーが戻りやすくなっているようにとらえられがちであるが、スプリングを外しても連打の性能には大きな変化はない。正しくアクション調整が行われたグランド・ピアノのアクションでは、毎秒14回程度の、アップライト・ピアノでは7回程度の連打が可能である。レペティションレバーの有無という構造の違いが、グランド・ピアノとアップライト・ピアノのタッチ、表現力の差に大きく影響を及ぼしている。グランド・ピアノのダブル・エスケープメント・アクションは、シュワンダー式アクションが主流だったが、1970年代以降スタインウェイ式アクションを採用するメーカが多くなった。
アクションにおいてハンマーとともに重要なのが、ダンパーと呼ばれる消音装置である。打鍵時以外はこれが弦に密着し、その振動を常に抑えている。鍵を叩くと、ハンマーがハンマーと弦の間（打弦距離）の1/3 ないし 1/2 進んだときにこのダンパーが弦から離れ始めるように調整される。これにより弦の自由な振動を可能とする。鍵を抑えている間中ダンパーは離れているが、鍵を離すと同時にダンパーが弦に戻り、弦の振動を止め、音が消える。ただし、ピアノの最高音部は、弦の鳴る時間が短いため、ダンパーを備えない。
弦に直接触れるハンマーヘッドは、一時樹脂製のものが用いられたこともあったが、今ではほぼ例外なく羊毛のフェルトでできている。ハンマーヘッドは長時間演奏されれば変形するが、音色に大きく影響するものなので、音程の調律ほど頻繁ではないが定期的に調整することが必要となる。具体的には、調律師など専門の技術者が「ファイラー」と呼ばれる表面にサンドペーパー（紙または布製#80〜#800程度を数種類）を貼ったものでハンマーフェルトの表面を削り整形したり（ファイリング）、「ピッカー」と呼ばれる柄に針を数本取り付けた工具でハンマーフェルトを繰り返し刺して音色を整える整音（「ボイシング」または「ピッカーリング」とも呼ばれる）を行う。
技術が進歩した近年では、電気ピアノのように同じような発音原理を持ちながら電気的に増幅するものや、電子的に発音するピアノに類する楽器も登場している。

### 弦
ピアノは鍵盤と同じ数（前述の通り現在の標準的ピアノでは88）の音高を持つが、1音あたりの弦の数は音高により異なり、最低音域では1本、低音域では2本、中音域以上では3本張られ（その境界は機種によりまちまち）、弦の総数は200本を超える。各音の弦は複数弦でも単一のハンマーで同時に叩かれるが、グランド・ピアノの弱音ペダルを踏むとハンマーを含めた鍵盤の機構すべてが物理的に横方向にずれ、中音域以上では叩かれる弦の数が3本から2本に減り、低音域では2本の場合はそのうち片方の弦のみが、1本の場合もその弦の端の方のみがハンマーで叩かれるので音量が低下する。
弦はミュージックワイヤーと呼ばれる特殊な鋼線（ピアノ線の中でも、特に高品質なもの）で、低音域では質量を増すために銅線を巻きつけてある。音域ごとの弦の仕様に関しては、具体的には次のようなものがある。
- 低音域は低い方から「1音あたり1本、銅巻き線あり」「1音あたり2本、銅巻き線あり」、中音域以上は「1音あたり3本、銅巻き線なし」（多くの機種）
- 低音域は低い方から「1音あたり1本、銅巻き線あり」「1音あたり2本、銅巻き線あり」「1音あたり3本、銅巻き線あり」、中音域以上は「1音あたり3本、銅巻き線なし」（一部の機種）

弦長は、一般に長いほうが豊かな音色になる（その分張力を増さねばならない）といわれ、限られた寸法の中で最長の弦長を確保するために、弦を2つのグループに分け、各グループ内の弦は同一平面上に張られるが、段差を持った2枚の平面が角度を持って交差するようになっていることが多い（オーバー・ストリンギング）。弦はフレームに植えられたチューニングピンで張られるが、1本あたりの張力は70～80kg重程度で、全弦の張力の合計は20トン重にも及ぶ。ピアノが現在の音量を出せるようになったのは、この張力に耐える鋼製のミュージックワイヤーと鉄製のフレーム（現在は一体の鋳物）が使われるようになってからである。
現在のピアノではオーバー・ストリンギングのために、音が濁るという欠点が存在する。ドイツのDavid Klavinsは、この問題を解決するために1987年にKlavins Piano Model 370を発表した。このピアノは弦を平行に配置するために高さは3.7m（名前の由来となっている）、総重量20トン以上にも上る巨大なもので、共鳴板はグランドピアノの二倍以上あり、階段の上にアップライト型の鍵盤が配置されている。Model 370は2012年現在も世界最大のピアノである。ちなみにこの楽器はオルガン同様据え付けとなっているためコンサートなどには使用できず、ほとんど映画などの音源収録のみに使われている。

### 響板・大屋根（反響板）
響板・響棒は弦の下に位置し、ブリッジを通じて伝えられた弦の振動を空気に効率良く伝える。響板は柾目に木取りされておりその方向はブリッジの長さ方向に一致させるのが一般的である。響棒は響板のブリッジに対して反対面に位置し、やはり柾目に木取りされている。響棒は響板木目方向に対して、つまりブリッジの長さ方向に対しても交差する方向に配置される。響板を支える骨組みの役目を果たすが、響板・響棒材を伝わる音は木目方向と木目横断方向ではおよそ4：1となるために、響板の柾目横断方向への振動の伝播を助け、響板全体に振動が均質に伝わるように工夫されてもいる。
グランドピアノでは弦を覆う上蓋（大屋根）がついており、これを持ち上げることによってより豊かな音量を出すことが出来る。これは支え棒によって斜め約45度に固定される。これにより音が指向性を帯びる。演奏者から見て右側が開くため、演奏会場では客席に向かって音を発するように、客席から向かって左側に鍵盤が置かれる。大屋根を半開にすることもでき、伴奏ではこの状態が好まれる。
アップライトピアノも上部の蓋を開けることができ、これによって若干の音量調節は可能になるものの、グランドピアノほど効果的ではない。むしろほこりが入るので開ける事はあまり好まれない。

### ペダル
21世紀現在の一般モダンピアノは、3本のペダルを備える。20世紀以前は2本のペダルのメーカーも存在した。
第1のペダルは、一番右の長音ペダルであり、ダンパーペダルと呼ばれる。このペダルを踏むと、すべてのダンパーが離れ、打鍵した音が延びる。また演奏した弦だけでなくそれらの部分音成分に近い振動数を持つ弦が共鳴することで、ペダルを踏まずに鍵を押下したまま音を延ばした場合よりも音が豊かに聴こえる。ペダルを放すとダンパーが戻り、延びていた音は止まる。
またペダルの踏み込み具合を半分などに調節することで、音の延び具合を調節することも出来、これをハーフペダルと呼ぶ。さらに熟練した奏者は、このハーフペダルと完全に踏み込んだ状態とを往復する操作によって、延び具合を周期的に変化させ、ヴィブラートに似た演奏効果を得ることも可能である。武満徹の「雨の樹素描」では楽譜上にこれらの踏み込み具合の指定がある。このペダルを踏み込んでいるときの弦は周囲の音にも共鳴し得るので、合唱曲の伴奏などでは歌唱にピアノが共鳴している現象も聞き取れることがある。ピアノで一切発音せず、ペダルの踏み込み具合や鍵を無音で押し込むことによって他の楽器に共鳴させる奏法もある。例えばルチアーノ・ベリオの「セクエンツァX」（トランペットと共鳴ピアノのための）ではトランペット奏者がピアノの内部に向かってトランペットを吹き、その共鳴を聞き取る場面がある。
第2のペダルは、一番左の弱音ペダルであり、ソフトペダル、もしくはシフトペダルと呼ばれる。グランド・ピアノでは、このペダルを踏むと鍵盤全体がフレームに対して少し右にずれ、中高音域ではハンマーが叩く弦の本数、低音域では弦に当たるハンマーの部位が中央から端に変わり、音量が減少する（ウナ・コルダ）。アップライト・ピアノでは、ハンマーの待機位置が弦に近づく（打弦距離が短くなる）ことで打弦速度が下がり、音量が小さくなる。ハンマーは弦の手前2〜3mmで鍵盤からの動きを遮断（レット・オフ）され自由運動で打弦するが、きわめて弱い音を速いテンポで繰り返す場合には、ハンマーが弦を打たないミス・タッチとなる。そこでソフトペダルを使用して打弦距離を幾らか短くすることで、弱く弾いた場合でもミス・タッチを起こしにくくする効果がある。つまりアップライト・ピアノのソフトペダルは、他のペダルのようにペダルを踏むことによって何かしらの効果を得るものではなく、演奏の補助的な役割を果たすペダルといえる。
第3のペダルは、中央のペダルである。かつてはエラールなど多くのメーカーによって省略されていた。グランド・ピアノでは、ソステヌートペダルと呼ばれ、このペダルを踏んだ時点で押していた鍵のダンパーが、鍵から手を放してもペダルを踏んでいる間は弦に降りないようになっている。主に低音の弦を延ばしたまま高音部を両手でスタッカートで弾いたり、あるいは高音部のみダンパーペダルを複数回踏み変える奏法に際して用いられる。前者はシェーンベルクの「3つのピアノ曲」（作曲者自身はこの指定をしていないが、ピアニストによってこの奏法を採るものが多い）、サミュエル・バーバーの『ピアノソナタ』終楽章のフーガなど、後者はドビュッシーのピアノ曲集「映像」第2曲「ラモーを讃えて」や、武満徹の「閉じた眼」「雨の樹素描」などの作品で効果的に使われる。また低音の鍵を無音で押さえたままソステヌートペダルを踏んで「鍵を押しっぱなし」と同じ状態にし、高音部の鍵をダンパーペダルなしで（多くの場合スタッカートで）弾く事により、低音で押された音の部分音の振動数に対応する音が部分音の共鳴によって若干の残響を伴って聞こえる。多くの現代音楽で使われている奏法である。
アップライトピアノの中央のペダルは、マフラーペダルとも呼ばれ、夜間練習などのために、弦とハンマーの間にフェルトを挟んで、音を弱くする。踏み込んだペダルを左右いずれかにずらすことでロックされ、踏みっぱなしにしておくことができる。
もともとのこのペダル効果はハンマークラヴィーアなどでハンマーと弦の間に薄い皮や羊皮紙などを挟み、音色の変化を愉しんだことによる。
歴史的楽器では4つないし5つのペダルを持つものもあり、このうちのいくつかはシンバルや太鼓といった打楽器に連動されていた。シューベルトの一部の作品では、これらの打楽器に連動するペダル構造を用いた曲もある。現代でもファツィオリ社のグランドピアノでは第4のペダルを備えるものがある。このペダルを踏むことにより、鍵盤の前面が下がり、鍵盤の沈む深さが浅くなる。現代のピアノが沈む深さは平均して約1cmであるが、モーツァルトが活躍した時代の鍵盤が沈む深さは約6mmであり、操作は現代よりも遥かに軽やかであった。この時代のような鍵盤の軽やかさを現代のピアノに持たせるために第4のペダルが備えられたものである。現在第5ペダルと呼べる「ハーモニックペダル」は、どのメーカーのグランドピアノにも接続することができる。すでに新製品に組み込んだメーカーも出現している。近年はアップライトピアノであっても、グランドピアノと同等のペダル能力を持つピアノが出現している。

## ペダルピアノ
またオルガンと同様に足鍵盤を備えた楽器、ペダルピアノも存在する。シューマン、シャルル＝ヴァランタン・アルカンらにペダルピアノのための作品がいくつかある。ロベルト・プロッセダが現代テクノロジーを用いて復刻された楽器を用いているほか、メーカーが市販した例がある。

## 調律
各弦の張力を調整する調律は、今日のほとんどのピアノが十二平均律で調律される。他の弦楽器に比べて張力が大きく、またピンの保持力も高いため音程の精度はかなり高く誤差は1セント（十二平均律の半音の100分の1）単位まで求められる。例外的に平均律以外に調律されることもあり例えば、テリー・ライリーには、通常のピアノの調律である平均律ではなく、純正律に調律されたピアノを用いる作品がある（「in C」など）。また、ジェラール・グリゼーの後期作品「時の渦」は、ピアノの特定の数音を四分音下げて調律することが要求される。調律の狂ったような音に聴こえるが、これは合成された倍音に基づく調律である。特に激しい跳躍のある第1部のカデンツァにおいて効果的に響く。いずれの場合もコンサートに用いる際はピアノ調律師の特殊な技能が要求され、また日本のコンサートホールではこのような特殊調律を断られる場合がある（特殊調律のピアノに限らずコンサートホールで準備できない機材は演奏者が手配して持ち込む必要がある。）。ピアノは鍵ごとに独立した調弦機能を持っているが、弦の種類や長さが平均律付近に調律されるように設計されているため、音階を逆に鍵に割り当てるなど極端に異なる調律はできない。

## 奏法
19世紀にはヴィルトゥオーゾのピアニストらにより、リストの半音階、3本の手などの技巧が開発された。

### クラスター奏法
クラスター奏法とは、ヘンリー・カウエルらによって提唱されたもので、鍵盤を手・腕・ひじを使って打楽器のように演奏する。トーン・クラスターも参照のこと。

### 内部奏法
内部奏法とは、ピアノを鍵盤によってではなく、内部の弦をギターのプレクトラム（ピック）などで直接はじいたり、弦の縁や真ん中を指で押さえながら対応する鍵盤を弾いたり、松脂を塗ったガラス繊維あるいは弦楽器の弓の毛を、ピアノ内部の特定の弦に通して擦弦したりすることにより、本来のピアノにはない音色を得るための奏法。ピアノの作音楽器に劣後する特性を何とか克服しようとするものである。
現代音楽では当たり前のように多用されるが、日本の多くのコンサートホールは新しい楽器1台しか用意してないことが多く、楽器が傷むという理由からこの内部奏法を非常に嫌悪し禁止している。それに対して外国とくにヨーロッパでは古い楽器や破壊用の楽器も万遍無く用意してあることが多いのでこのような規制はほとんど見受けられない。とはいえ、楽器に傷をつけやすい金属製器具での演奏は控えたり、指の汗が弦につくことを考慮し演奏後にはサビ防止のためにきちんと布でふき取るなどの配慮は必要である。

### 連弾

連弾するヴォルフガング・アマデウス・モーツァルトと姉マリア・アンナ。ヴァイオリンを持つのは父レオポルト・モーツァルト、肖像画は母アンナ・マリア。ヨハン・ネポムク・ デラ・クローチェ、1780年頃。

ピアノは1人だけでなく、2人以上が一台の楽器を同時に演奏することも可能である。これを連弾という。
19世紀のヨーロッパでは、サロンの愛好家やアマチュアの子女のたしなみとして連弾のための音楽がもてはやされた。ヨハネス・ブラームスはこのような状況を受けて『ハンガリー舞曲』を書いた。さらに後輩であるアントニン・ドヴォルザークに『スラブ舞曲』を書くことを勧めた。どちらも連弾のレパートリーとして欠かせない楽曲であり、またオーケストラ編曲としても親しまれている。
カミーユ・サン＝サーンスの「交響曲第3番『オルガン付き』」では、第4楽章においてオーケストラ内のピアノが連弾で用いられる（しかし主役はオルガンであり、そちらの方がずっと目立つ）。また一般的な2人で演奏して高音部と低音部を弾き分ける4手連弾のほかに、3人で演奏する6手連弾もラフマニノフなどの楽曲に作例が見られる。

### 2台ピアノ
ピアノを2台並べて演奏する方法。連弾よりも音量において勝り、また奏者が2人とも音域に制限されずに演奏できる利点がある。その反面、音が混ざり易く、雑多に聞こえ易いという短所もある。2台のピアノは1台ずつそれぞれに調律するのだが、インハーモニシティはそれぞれのピアノに固有のものなので、調律は他のピアノとは完全には一致しない。そのため、微妙なずれによって賑やかな音になる。
多くの場合は2台のピアノを向かい合わせに置くため、双方のピアノは反響板が互いに反対方向に開いてしまう。このため大抵の場合は、聴衆とは逆に開くピアノ側の反響板を取り外して演奏する。
2台ピアノのために書かれたオリジナル曲のほか、オーケストラ曲やピアノ協奏曲を試演する際にも用いられる。この試演とは、主に19世紀において限られた音楽関係者の聴衆を前にオーケストラ曲の新作を披露する際、または現在においても音楽学校などでピアノ科の生徒が協奏曲を試験などに際して弾く際に用いられる演奏手段である。2台目のピアノを連弾にし、合計3人の奏者が演奏する場合もある。
ダリウス・ミヨーとスティーヴ・ライヒの作品には、それぞれ6台のピアノを同時演奏するものがある。
また1993年から毎年開催されているヴェルビエ音楽祭で、2003年の10周年記念として行われたガラコンサートでは、著名なピアニスト8名（エフゲニー・キーシン、ラン・ランなど）が、スタインウェイのピアノ8台を「八」の字に並べ同時演奏した。

## 歴史

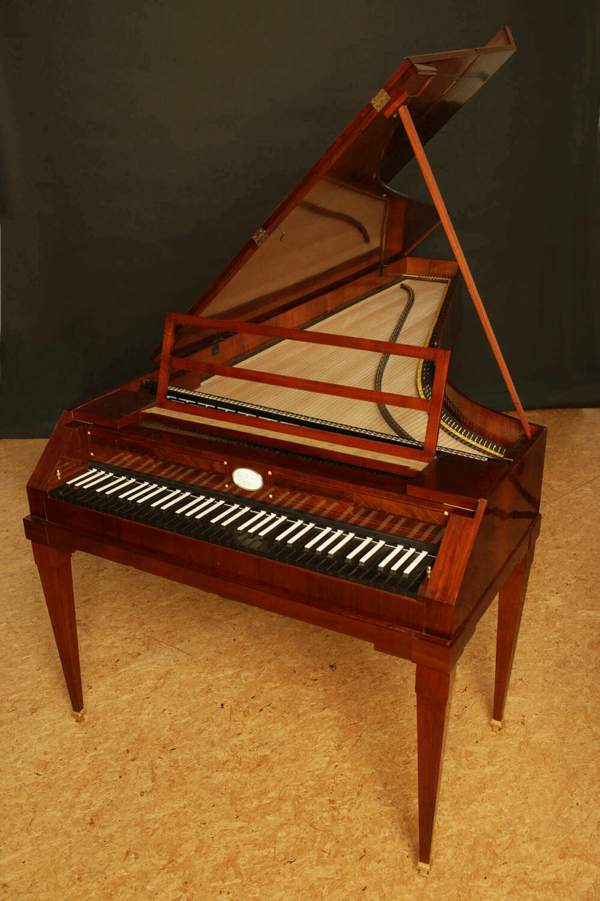
ワルター社、1805年頃製のレプリカ、ポール・マクナルティー製作

### 初期
弦を叩くことで発音する鍵盤楽器を作ろうという試みは早くより存在しており、中でも鍵盤付きのダルシマー系の楽器をピアノの先祖とみる向きもあるが、一般的には、現在のピアノはトスカーナ大公子フェルディナンド・デ・メディチの楽器管理人であったイタリア・パドヴァ出身のバルトロメオ・クリストフォリが発明したとみなされている。クリストフォリがいつ最初にピアノを製作したのかは明らかでないが、メディチ家の目録から、1700年にはピアノがすでに存在していたことが知られる。現存する3台のクリストフォリ製作のピアノは、いずれも1720年代に製作されたものである。
多くの発明がそうであるように、ピアノもそれまでにあった技術の上に成立している。ピアノに先行する弦を張った鍵盤楽器としてはクラヴィコードとチェンバロが特に普及していた。クラヴィコードは弦をタンジェントと呼ばれる金属片で突き上げるもので、鍵盤で音の強弱のニュアンスを細かくコントロールできる当時唯一の鍵盤楽器であったが、音量が得られず、狭い室内での演奏を除き、ある程度以上の広さの空間で演奏するには耐えなかった。一方のチェンバロは弦を羽軸製のプレクトラムで弾くものであり、十分な音量が得られたものの、ストップ（レジスター）の切り替えで何段階かの強弱を出せる他は自由に強弱をつけて演奏することは困難であった。これらの鍵盤楽器は数世紀にわたる歴史を通じて、ケース、響板、ブリッジ、鍵盤のもっとも効果的な設計が追求されていた。クリストフォリ自身、すぐれたチェンバロ製作家であったため、この技術体系に熟練していた。
クリストフォリの重要な功績は、ハンマーが弦を叩くが、その後弦と接触し続けない、というピアノの基本機構を独自に開発した点にある。クラヴィコードでは鍵を押している限りタンジェントが弦に触り続けるが、ハンマーが弦に触れ続ければ響きを止めてしまう。更に、ハンマーは激しく弾むことなく元の位置に戻らなければならず、同音の連打にも堪えなければならない。クリストフォリのピアノアクションは、後代のさまざまな方式のアクションの原型となった。クリストフォリのピアノは細い弦を用いており、モダンピアノより音量はずっと小さいが、クラヴィコードと比較するとその音量は相当に大きく、響きの持続性も高かった。
クリストフォリの新しい楽器は、1711年にイタリアの文筆家フランチェスコ・シピオーネ（シピオーネ・マッフェイ）がピアノを称賛する記事をヴェネツィアの新聞に掲載するまでは、あまり広く知られていなかった。この記事には構造の図解も掲載されており、広く流通して、次世代のピアノ製作家たちにピアノ製作のきっかけを与えることとなった。オルガン製作家としてよく知られるゴットフリート・ジルバーマンもその一人である。ジルバーマンのピアノは、1点の追加を除いては、ほぼクリストフォリ・ピアノの直接のコピーであった。ジルバーマンが開発したのは、全ての弦のダンパーを一度に取り外す、現代のダンパー・ペダルの原型であった。
ジルバーマンは彼の初期製作楽器の1台を1730年代にヨハン・ゼバスティアン・バッハに見せているが、バッハはダイナミックレンジを充分に得るためには高音部が弱すぎると指摘した。その後、ジルバーマンの楽器は改良を加え、1747年5月7日にフリードリヒ大王の宮廷を訪ねた際にジルバーマンの新しい楽器に触れた際にはバッハもこれを評価し、ジルバーマン・ピアノの売り込みにも協力したという。
イギリスでは1760年代にはいってピアノの製造が盛んになった。ジルバーマンの徒弟だったヨハネス・ツンペがロンドンに移り、1760年ごろにクリストフォリの楽器をもとに改良を加えた楽器を製造してイギリス・アクションの基礎を築いた:12-14。ツンペの楽器は当時ドイツで好まれていたスクウェア・ピアノだった:13。1762年に渡英したヨハン・クリスティアン・バッハは1766年の『ピアノフォルテまたはハープシコードのための6つのソナタ』作品5において、ハープシコードと併記する形ではあるがはじめて曲名に「ピアノフォルテ」を使用している。
フランスのセバスチャン・エラールが1777年に制作したピアノもツンペの楽器をもとにしたイギリス・アクションの楽器だった。エラールはフランス革命のはじめにロンドンにわたり、帰国した後もパリとロンドンの両方で楽器を製造した。エラールはイギリスの楽器をもとにしながら多くの改良を加えていった:22-24。
同時期のドイツではアウクスブルクのヨハン・アンドレアス・シュタイン、その娘でウィーンのナネッテ・シュトライヒャーとヨハン・アンドレアス・シュトライヒャー、同じくウィーンのアントン・ワルターなどが活躍した。ウィーン式のピアノは、木のフレームに1音2弦の弦を張り、革で覆ったハンマーをもつ。また現代のピアノとは黒鍵と白鍵の色が逆のものもある。
ヴォルフガング・アマデウス・モーツァルトはシュタインやワルターの楽器を使用してそのピアノ協奏曲やピアノソナタを作曲した。これらのウィーンのピアノは、イギリス式のピアノや、現代の一般的なピアノよりも軽快な響きを持ち、減衰が早かった。20世紀後半より当時の楽器の復元がなされ、19世紀初頭以前の初期ピアノはフォルテピアノとしてモダンピアノと区別することも多い。

### モダンピアノへ

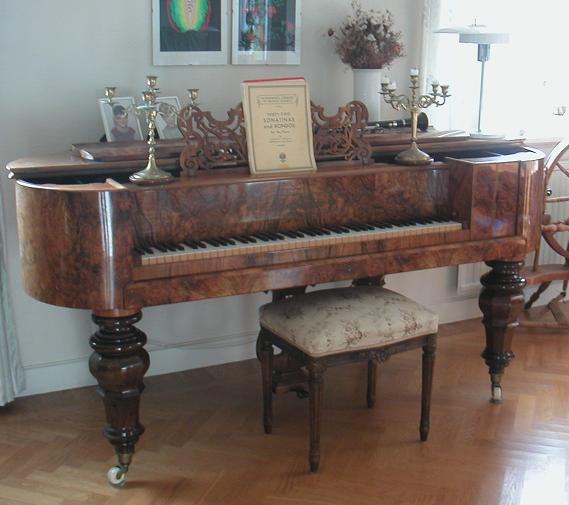
スクエア・ピアノ、19世紀末。

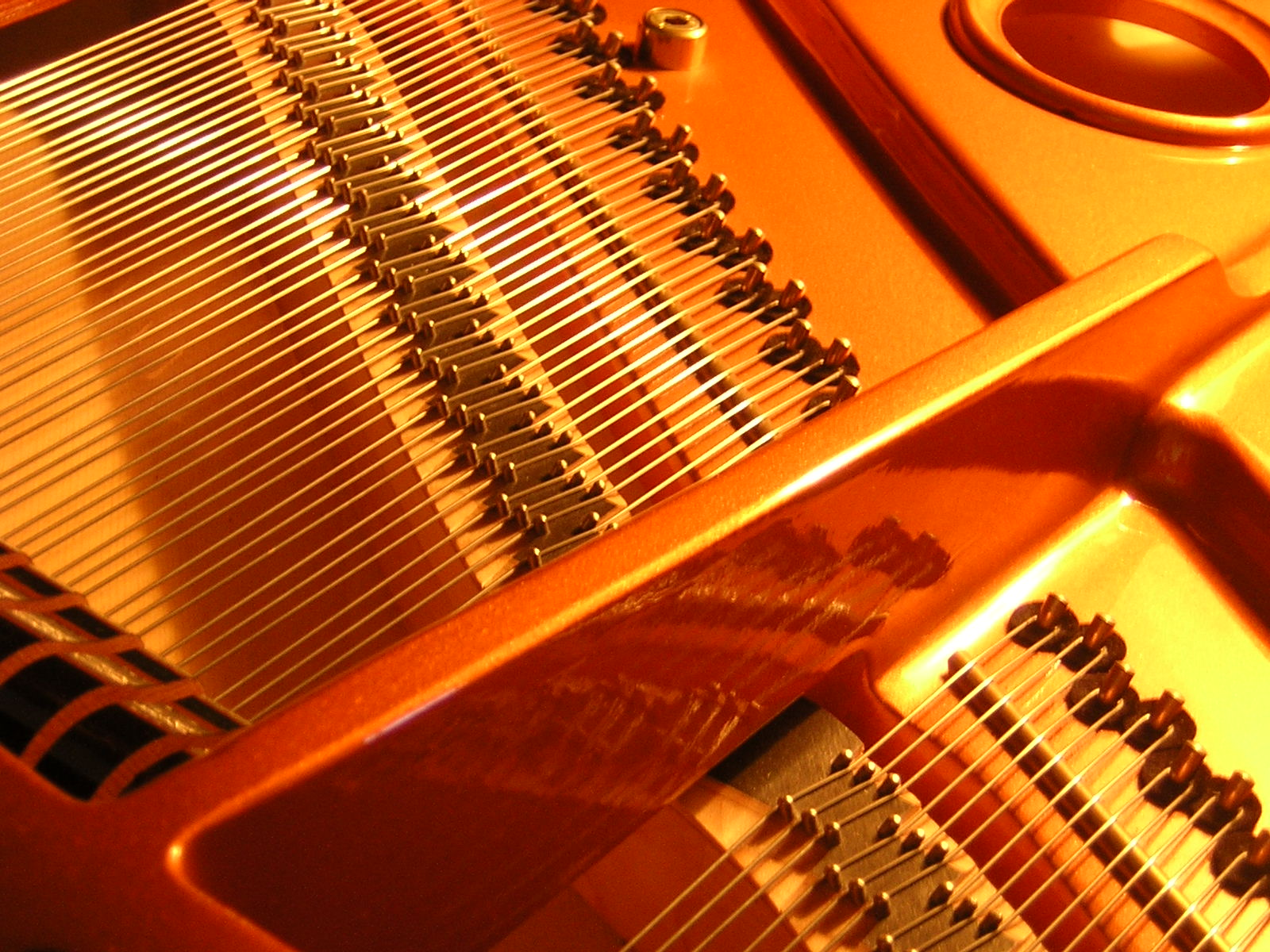
デュープレックス・スケール。全長182cm のグランドピアノの高音部の弦。左下から順にダンパー、弦の共鳴長、トレブル・ブリッジ、デュープレックスの弦長、デュープレックス・ブリッジ（弦に対して直角の長いバー）、ヒッチピン

1790年から1860年頃にかけての時期に、ピアノはモーツァルトの時代の楽器から、いわゆるモダンピアノに至る劇的な変化を遂げる。この革新は、作曲家や演奏家からのより力強く、持続性の高い響きの尽きぬ要求への反応であり、また、高品質の弦を用いることができ、正確な鋳造技術により鉄製フレームを作ることができるようになるといった、同時代の産業革命によって可能となったことであった。時代を追って、ピアノの音域も拡大し、モーツァルトの時代には5オクターヴであったものが、モダンピアノでは7⅓オクターヴか時にはそれ以上の音域を持っている。
初期の技術革新の多くは、イギリスのブロードウッド社の工房でなされた。ブロードウッド社は、華やかで力強い響きのチェンバロですでに有名であったが、開発を重ねて次第に大型で、音量が大きく、より頑丈な楽器を製作し、初めて5オクターヴを越える音域のピアノを製作した。1790年代には5オクターヴと5度、1810年には6オクターヴの楽器を作っている。フランツ・ヨーゼフ・ハイドンとルートヴィヒ・ヴァン・ベートーヴェンにも楽器を送っており、ベートーヴェンはその後期の作品で、拡大した音域を利用して作曲している。ウィーンスクールの製作家たちもこの音域拡大の流れを追ったが、イギリスとウィーンではアクションの構造が違っていた。ブロードウッドのものはより頑丈で、ウィーンのものはより打鍵への反応がよかった。
1820年代になると、開発の中心はパリに移り、当地のエラール社の楽器はフレデリック・ショパンやフランツ・リストの愛用するところとなった。1821年、セバスチャン・エラールは、ダブル・エスケープメント・アクションを開発し、鍵が上がり切っていないところから連打できるようになる。この発明によって、素早いパッセージの演奏が容易となった。ダブル・エスケープメント・アクションの機構が公に明らかになると、アンリ・エルツの改良を経て、グランドピアノの標準的なアクションとなり、今日生産されているグランドピアノは基本的にこのアクションを採用している。
日本にフィリップ・フランツ・フォン・シーボルトによって初めてピアノがもたらされたのもこの時期である。山口県萩市の熊谷美術館には1823年にシーボルトより贈られた日本最古のピアノ（スクエア・ピアノ）が現存する。
モダンピアノの響きを作り出した大きな技術革新の一つに、頑丈な鉄製フレームの導入があげられる。鉄製フレームは「プレート」とも呼ばれ、響板の上に設置し、弦の張力を支える。フレームが次第に一体化した構造を獲得するのにあわせて、より太く、張力が高い弦を張ることが可能になり、また張る弦の本数を増やすことも可能となった。現代のモダンピアノでは弦の張力の総計は20トンにも上りうる。単一部品の鋳物フレームは、1825年にボストンにてオルフェウス・バブコックによって特許が取得されている。これは、金属製ヒッチピン・プレート（1821年、ブロードウッド社がサミュエル・ハーヴェに代わって特許請求）と、耐張用支柱（1820年、ソムとアレンによって請求、ただしブロードウッドとエラールも請求）を組み合わせたものであった。バブコックは後にチッカリング・アンド・マッカイ社で働き、チッカリング社は1843年にグランドピアノ用のフル・アイロン・フレームを初めて特許取得した。ヨーロッパの工房はその後も組合わせフレームを好むことが多く、アメリカ式の単一フレームが標準となるのは20世紀初頭である。
その他の代表的発明として、革の代わりにフェルトをハンマー・ヘッドに用いることがあげられる。フェルト・ハンマーは、1826年にジャン＝アンリ・パップによって初めて導入された。素材がより均質である上に、ハンマーが重くなり、弦の張力が増すとともに、より大きなダイナミックレンジを得ることを可能とした。音色の幅を広げるソステヌート・ペダルは、1844年にジャン・ルイ・ボワスローによって発明され、1874年にスタインウェイ社によって改良された。
この時代の重要な技術的発明としてはほかに、弦の張り方もあげられる。低音部を除いて、1音2弦ではなく3弦が張られ、「オーバー・ストリンギング」や「クロス・ストリンギング」と呼ばれる、2つの高さのブリッジを用い、張る向きの変えて弦の並びを重ねる張り方が導入された。このことにより、ケースを長くすることなく、より大きな弦を張ることが可能になった。オーバー・ストリンギングは1820年代にジャン＝アンリ・パップによって発明され、アメリカ合衆国におけるグランドピアノでの使用の特許は1859年にヘンリー・スタインウェイによって取得された。
テオドール・スタインウェイが1872年に特許を取得した、デュープレックス ・スケール（もしくはアリコット・スケール）は、張られた弦の共鳴長に続く部分を、共鳴長とオクターヴの関係に調律することで、弦の各部分の振動を制御する技術である。類似のシステム（アリコート張弦）は、同じく1872年にブリュートナー社で開発されたほか、コラード社は、よりはっきりとした振動を使って響きを調える技術を1821年に開発している。
初期のピアノの中には、一般に見慣れない外形や設計を用いているものもある。スクエア・ピアノは地面と水平に弦を張ったケースが長方形の楽器で、ハンマーの上に対角線状に弦を張り、ケースの長辺側に鍵盤が設置されている。スクエア・ピアノの設計の原型はさまざまにジルバーマンおよびクリスチャン・エルンスト・フレデリチに帰されており、ギュイヨーム＝レブレヒト・ペツォルトとオルフェウス・バブコックによって改良された。18世紀後半にはツンペによりイギリスで人気を博し、1890年代には、アメリカ合衆国にてスタインウェイの鋳物フレーム、オーバー・ストリンギング・スクエア・ピアノが大量生産され、人気を博した。スタインウェイのスクエアは、木製フレームのツンペの楽器に較べて2.5倍以上大きかった。スクエア・ピアノは、製作コストが低く、安価なために大人気であったが、簡単な構造のアクションと、弦の間隔が狭いために、演奏のしやすさや響きの点からは難があった。
アップライト・ピアノは弦を垂直方向に張った楽器で、響板とブリッジを鍵盤に対して垂直に設置する。開発初期のアップライト・ピアノでは、響板や弦は鍵盤よりも上に設置し、弦が床に届かないようにしている。この原理を応用し、鍵盤の上方に斜めに弦を張るジラフ・ピアノ（キリン・ピアノ）やピラミッド・ピアノ、リラ・ピアノは、造形的に目を引くケースを用いていた。
非常に背の高いキャビネット・ピアノは、サウスウェルによって1806年に開発され、1840年代まで生産されていた。鍵盤の後にブリッジと連続的なフレームが設置され、弦はその上に垂直に張られ、床近くまで延び、巨大な「スティッカー・アクション」を用いていた。同じく垂直に弦を張る、背の低いコテージ・アップライト（ピアニーノとも）は、ロバート・ワーナムが1815年頃に開発したとされ、20世紀に入っても生産されていた。このタイプの楽器は、すぐれたダンパー機構を持ち、俗に「鳥カゴピアノ」と呼ばれていた。斜めに弦を張るアップライト・ピアノは、ローラー・エ・ブランシェ社によって1820年代後半にフランスで人気を得た。小型のスピネット・アップライトは1930年代半ばより製作されている。このタイプの楽器では、ハンマーの位置が低いために、「ドロップ・アクション」を用いて必要な鍵盤の高さを確保している。
日本では、1900年に日本楽器製造株式会社（後のヤマハ）が製作した「カメンモデル」の第一号が初の国産ピアノとされる。ヤマハは1909年のアラスカ・ユーコン太平洋博覧会に蒔絵技法を使った漆塗のアップライトピアノを出品し、名誉大賞金牌を受賞した。20世紀半ばまで日本のピアノには塗装に漆が用いられた。当時世界的には木目のピアノが主流だった（ジャパニングも行われていた）が、木目のピアノはデザインの都合上木目を合わせる必要があり、木材の選定に限界があった。ピアノを漆黒の一色で塗装することは、木材の選定に限界がなくなり最良の木材を利用することが出来るばかりか、製造における労力が減るため、大音量の楽器を大量生産することが可能になる。昭和40年代以降には、耐久性に優れる不飽和ポリエステル樹脂とアニリンブラックを用いた鏡面仕上げ塗装が行われるようになった。
1965年には、日本の住宅事情に合わせて、アップライトピアノにおける音量を大幅に低下させるマフラーペダルがヤマハにより開発された。
その後は細かい部分の改良を除いては大幅な変更もなくなり、 モダンピアノの標準型が形成されることとなった。

## メーカー

### 日本国内メーカー
「ヤマハ」と「カワイ」が日本の2大メーカーとされ、それぞれ世界シェアの1位・2位を占め、国際コンクール公式ピアノに採用されるなど定評がある。なお、自社オリジナルブランドを製造するメーカーは2025年現在以下のようなものがある。
| ブランド                                         | その他銘柄                                            | 概要 |
| ------------------------------------------------ | ----------------------------------------------------- | --- |
| ヤマハ （YAMAHA）                                | -                                                     | disklavierの特許あり。生産量世界1位。 |
| カワイ (KAWAI)                                   | ディアパソン (DIAPASON) シゲル カワイ (Shigeru Kawai) | 河合楽器製作所のブランドで知られている。生産量世界2位。ディアパソン、ボストンも生産。ドイツのシンメル社と日本の河合楽器製作所が、本体外枠や脚、蓋など、外から見える大部分が透明なアクリルによってできているクリスタル・ピアノを販売している。                                                                                |
| アポロ （APOLLO）                                | ヴィエルジェ (Vierge) トーヨー (TOYO)                 | 東洋ピアノ製造のブランドで知られている。世界で一番グランドピアノに近いピアノといわれている、SSSアップライトピアノ開発し、実用新案を保有している。静岡県磐田市の工場で製作している。 |
| ジェイエフ ヘッセン （JF Hessen SHIZUOKA JAPAN） | -                                                     | ピアノ技研工業のブランドで知られている。2011年に上海アートフィールド社より部品供給を受け、日本市場向けアップライトピアノの開発を着手。2022年、上海アートフィールド社のピアノ業務撤退を受け、静岡県の工場での完全自社製造となった。弾きやすさを第一に考え、音の拡がりを追求したモダンデザインのピアノを手作りで製作している。 |
| エンシュウ （ENSCHU）                            | -                                                     | 遠州楽器制作のブランドで知られている。令和時代に創業したため2024年現在「日本で一番新しいピアノメーカー」とも呼ばれている。日本のピアノ産業が衰退している中、東洋ピアノ製造の取締役を務めた岩佐真の独立により創業し、現在「美しい音色が流れる世界」を目差し、静岡県浜松市でピアノを製造している。                             |
| アサヒ （Asahi）                                 | -                                                     | アサヒピアノのブランドで知られ、主に海外向けに輸出されている。「Asahi」ピアノは日本で設計･デザインし、中国の協力工場「HUAPU PIANO」に木工加工･組み立て･塗装など基本的な製造を全て委託し、アサヒピアノ浜松工場でアクション組付け･最終仕上げを行っている。なお同社は、FEURICHやWendl&Lungなどの輸入ピアノの総合商社でもある。  |

また藤井ピアノサービスは、アップライトピアノでグランドピアノの音色・弾き心地を実現しようと、後付けの「Granfeel (グランフィール)」を開発し、製造販売している。

### 海外の代表的メーカー
- スタインウェイ・アンド・サンズ（ハンブルクとニューヨークに製造拠点があり、音色が微妙に違う）
- ベーゼンドルファー（92、97鍵仕様の特許あり）
- ベヒシュタイン（かつてはカポ・ダストロ・バーを採用せずピン板もむき出しであった）
- ブリュートナー（ハーモニック・ペダルの特許あり。高音部にアリコートと呼ばれる打弦されない第4の弦が張ってある）
- プレイエル（20世紀初頭にハープシコードの復活に尽力した）
- ファツィオリ（第四ペダルの特許あり）
- シンメル（生産量ドイツ1位）
- ペトロフ（チェコのピアノメーカー）
- 広州珠江鋼琴集団（ブランド名「パールリバー」、中国最大手）